# Mary Wineberg
Mary Wineberg (née Danner le 3 janvier 1980 à New York) est une athlète américaine, spécialiste du 400 mètres. Elle mesure 1,78 m pour 61 kg. Son club est l'Indiana Invaders. Elle est mariée à Chris Wineberg.

## Biographie
Le 23 août 2008, elle remporte la médaille d'or du relais 4 × 400 m aux Jeux olympiques de Pékin avec l'équipe américaine.

## Records
| Épreuve | Épreuve   | Performance | Lieu         | Date            |
| ------- | --------- | ----------- | ------------ | --------------- |
| 400 m   | Plein air | 50 s 24     | Indianapolis | 23 juin 2007    |
| 400 m   | Salle     | 52 s 23     | Bloomington  | 25 janvier 2008 |